# Niphona indica
Niphona indica es una especie de escarabajo longicornio del género Niphona, tribu Pteropliini, subfamilia Lamiinae. Fue descrita científicamente por Breuning en 1938.
La especie se mantiene activa durante los meses de febrero, marzo, mayo y noviembre.

## Descripción
Mide 10-13 milímetros de longitud.

## Distribución
Se distribuye por Afganistán, Arabia Saudita, Emiratos Árabes Unidos, India, Irán, Omán y Pakistán.